# Where We Wanna Be
Where We Wanna Be è un singolo del cantante islandese Daði Freyr, pubblicato il 21 maggio 2020 dalla AWAL.

## Descrizione
Il brano è stato scritto durante il periodo di lockdown durante la pandemia di COVID-19 a Berlino, dove l'artista vive in un monolocale con la propria famiglia. Il testo descrive la situazione di una quarantena e di come essa ha portato novità e cambiamenti sull'attuale modo di vivere.
Dal punto di vista musicale si tratta di un brano dalle sonorità synth pop. Come b-side è presente il precedente singolo Think About Things, con il quale Freyr ha trionfato al Söngvakeppnin 2020.

## Video musicale
Il video è stato reso disponibile il 21 maggio 2020 attraverso il canale YouTube del cantante. È stato prodotto e registrato da Árný Fjóla, moglie di Freyr, ed è stato girato presso il loro monolocale di Berlino.

## Tracce
1. Where We Wanna Be – 2:33
2. Think About Things – 2:53

## Formazione
- Daði Freyr – voce, produzione, missaggio, mastering
- Árný Fjóla Ásmundóttir – coro